# Napasoq
Napasoq [napaˈsɔq] (nach alter Rechtschreibung Napassoĸ) ist eine grönländische Siedlung im Distrikt Maniitsoq in der Qeqqata Kommunia.

## Lage
Napasoq liegt auf einer kleineren Insel inmitten einer Inselgruppe. Die größte dieser Inseln ist Nunarsuaq, das südwestlich liegt. Im Norden verläuft die Meerenge Ammaqqoq und im Süden Ammaqquarsuk. Die nächsten bewohnten Siedlungen sind im Süden Atammik mit 29 km Entfernung und im Norden Maniitsoq mit 67 km Entfernung.

## Geschichte

### Napasoq als Wohnplatz
Napasoq wurde erstmals 1748 erwähnt. Egill Þórhallason meinte in den 1770er Jahren, dass in Napasoq eine Missionsloge gegründet werden sollte, da der Ort gut für den Fang geeignet war, aber die meisten Bewohner gerade fortzogen, um sich taufen zu lassen. Zum damaligen Zeitpunkt gab es zwei Wohnplätze in direkter Nachbarschaft. Ab 11. Dezember 1791 zogen eine Gruppe von sieben Kolonisten und Grönländerinnen, die Schiffbruch erlitten hatten, von Napasoq aus, um in Richtung Nuuk zu wandern. Sie rechneten damit, dass die Wanderung nicht mehr als drei oder vier Tage dauern würde, und nahmen somit nur wenig Proviant mit. Da der lange Fjord Niaqunngunaq aber nicht gefroren war, mussten sie einen großen Umweg laufen und vier Personen starben an Hunger und Erschöpfung. Nur Kolonist Hans Olsen und zwei Frauen überlebten, als sie am 26. Dezember in Nuugaatsiaq wieder auf Menschen trafen.

### Kalls Etablissement und Illutalik
1833 wurde auf der kleinen Insel Uigorli eine private Fangstation unter der Leitung des Frederikshavner Kaufmanns Georg Daniel von der Pahlen und Peter Julius Kall, der zuletzt Kolonialverwalter in Holsteinsborg gewesen war, errichtet. Es wurde die Voraussetzung gemacht, dass beide maximal 80 Grönländer für sich arbeiten lassen dürften und sie nicht mit den Bewohnern handeln dürften. Die beiden Kaufleute hielten sich jedoch nicht an die Abmachung, indem sie der Bevölkerung ihren gesamten Besitz abkaufte, ihnen so die Möglichkeit der eigenen Jagd nahm und alle in ihren Dienst stellten. Der KGH zwang sie deswegen 1842 die Station aufzugeben und kaufte ihnen die Gebäude ab, woraufhin wohl etwas weiter westlich auf der Insel Nunaku der Udsted Illutalik entstand. Die Bevölkerung von Napasoq litt in der Folge große Not. In den 1850er Jahren berichtete Hinrich Johannes Rink, dass die Bewohner in elendigen Höhlen lebten, die man kaum als Häuser bezeichnen konnte. Im Winter 1856/57 kam es in Südgrönland zu einer Hungersnot, die 140 Menschenleben forderte, die meisten in Napasoq. Im Januar 1857 hatte man versucht ein Schiff mit Lebensmitteln aus Maniitsoq nach Napasoq zu schicken, aber es konnte das Eis nicht durchbrechen. Die Bewohner fingen außerordentlich schlecht und die Verbindung mit naheliegenden Orten war abgebrochen. Anfang März versuchte der Udstedsverwalter mit neun Grönländern zur Kolonie zu fahren, aber sie gerieten in Seenot und verhungerten daraufhin in einer Schneehöhle. Erst Ende März konnte der Kolonialverwalter mit seinem Boot Napasoq erreichen, aber noch am 1. April starben neun Menschen.

### Napasoq als Udsted
1865 wurde der Udsted nach Napasoq verlegt. Ab 1911 war Napasoq eine eigene Gemeinde im Kolonialdistrikt Sukkertoppen, der noch der Wohnplatz Ikerasak angehörte. Sie war Teil des 9. Landesratswahlkreises Südgrönlands.
1918 lebten 89 Menschen in Napasoq, von denen einige so viele europäische Vorfahren hatten, dass sie blond und blauäugig waren. Es ist überliefert, dass die zwölf Wohnhäuser zu diesem Zeitpunkt sehr sauber erschienen. Es gab eine Wohnung für den Udstedsverwalter, die 1906 gebaut worden war. Das Holzgebäude maß 43 m² und hatte drei Zimmer. 1898 war ein Proviantlager mit Laden gebaut worden und 1864 ein Speckhaus. Beide Gebäude waren aus Stein. Außerdem gab es ein Pulverhaus in Napasoq. Die Kapelle aus dem Jahr 1896 war 38 m² groß und hatte eine Deckenhöhe von 2,12 m. Sie war aus Stein gebaut, von außen mit Kalk verputzt und von innen mit Holz verkleidet. Es gab einen Altar und eine Kniefallbank. Untypischerweise gab es bereits 1918 ein eigenes Schulgebäude. Es war knapp 20 m² groß und ebenfalls aus Stein mit innerer Bretterverkleidung. Im Ort arbeiteten neben dem Udstedsverwalter ein ausgebildeter Katechet und eine Hebamme. Es gab sechzehn Jäger und fünf Fischer.
1937 wurde ein neuer Laden gebaut. 1944 wurde ein Fischhaus errichtet, 1946 ein Versammlungsgebäude und 1951 ein Packhaus. 1950 wurde eine neue Schule errichtet. 1956 wurde eine Telestation und 1957 eine Werkstatt errichtet. 1960 entstand eine Hebammenwohnung. 1961 wurde ein privater Laden eröffnet. 1965 entstand eine private Fischfabrik mit Gefrieranlage, die die wirtschaftlichen Bedingungen im Ort stark verbesserte, aber auch Wasserversorgungsprobleme schuf, die kurz darauf mit einem Damm gelöst wurden. Der KGH beendete daraufhin seine Aktivitäten in Napasoq.
1950 wurde Napasoq Teil der neuen Gemeinde Maniitsoq. 1970 war die Einwohnerzahl auf 240 Personen gestiegen. Seit 2009 gehört Napasoq zur Qeqqata Kommunia.

## Wirtschaft
Die Bewohner Napasoqs leben vom Fang von hauptsächlich Dorschen, Uuaq, Gestreiftem Seewolf und Seehasen und vom Tourismus für Abenteurer, Wanderer und Angler. Hierfür existiert ein Forellenlager sowie Jagd- und Anglerhütten außerhalb des Dorfes. Zudem ist in der Gegend Mineralabbau geplant.

## Infrastruktur und Versorgung
Es existiert ein kleiner Hafen für zweiwöchig ankommende Versorgungsschiffe der Royal Arctic Line und Fischer und eine noch kleinere Anlegestelle für private Boote. Man kann regelmäßig nach Maniitsoq gefahren werden, was ein bis zwei Stunden dauert. Weiterhin gibt es einen Heliport im Südosten.
Für die Versorgung des Ortes ist Nukissiorfiit zuständig. Das Trinkwasser wird über eine Unterwasserleitung von einem See auf der Nachbarinsel Nunaku durch den Umiatsialivik in ein Wasserwerk geleitet. Strom wird über ein Dieselkraftwerk gewonnen. Die Erbauung eines Windkraftwerks ist möglich, wurde bisher aber noch nicht geplant. Die Abwasserentsorgung findet per Ableitung ins Meer statt. Müll wird im Ort deponiert oder verbrannt, wobei in Erwägung gezogen wurde, dass man den Abfall nach Maniitsoq oder Sisimiut senden könnte, wo er in einer Verbrennungsanlage zur Stromerzeugung beitragen könnte. TELE Greenland versorgt den Ort mit telekommunikativer Anbindung.

## Bebauung
In Napasoq gibt es einen Kindergarten für etwa vier Kinder und eine Grundschule, wo etwa sieben Schüler unterrichtet werden. Zudem gibt es vier Gebäude für die Altenpflege.

## Sport
Der Fußballverein Sapîtsoĸ Napasoq nahm 1959/60 an der Grönländischen Fußballmeisterschaft teil.

## Söhne und Töchter
- Hendrik Olsen (1901–1967), Landesrat, Handelsverwalter, Dolmetscher, Journalist und Übersetzer
- Martha Biilmann (1921–2008), Kürschnerin

## Bevölkerungsentwicklung
Napasoq ist das kleinste Dorf der Kommune. Ende der 1970er Jahre lebten noch 250 Menschen im Dorf, aber allein zwischen 1984 und 2017 sank die Einwohnerzahl um 70 %, wodurch Napasoq zu den Orten mit dem größten Bevölkerungsverlust in Grönland gehört.

## Panorama

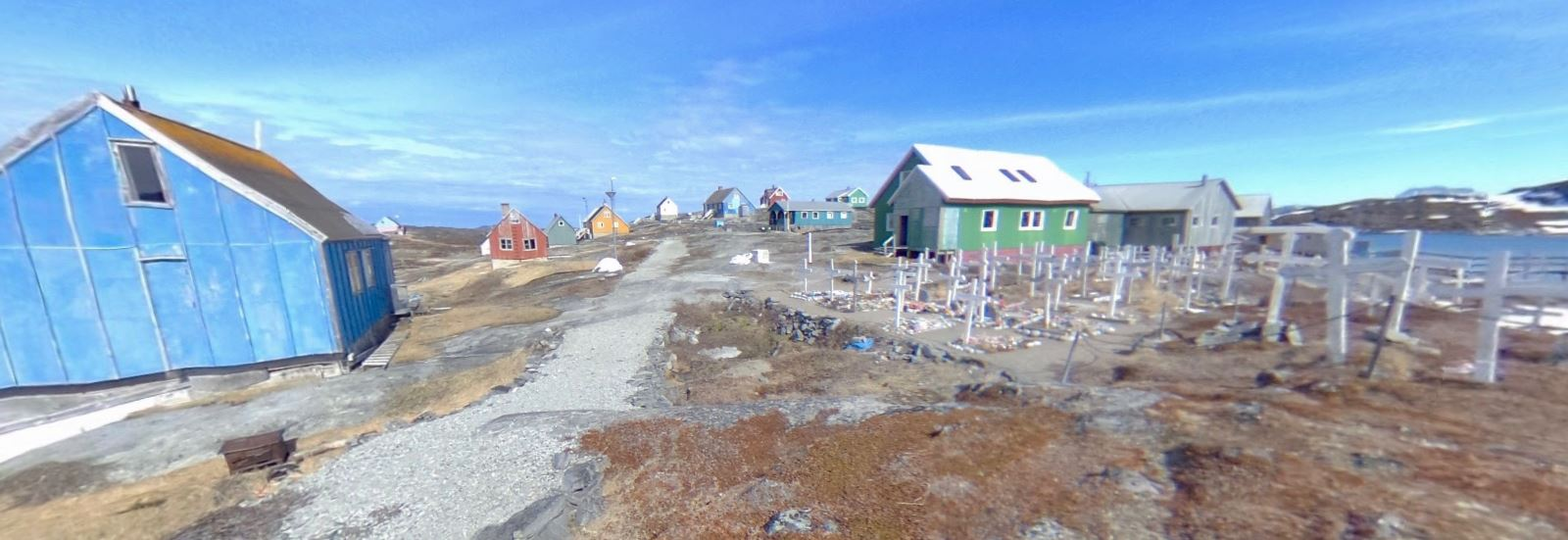
Napasoq (2017)